# Astyochia marginea
Astyochia marginea là một loài bướm đêm trong họ Geometridae.